# Adia latifrons
Adia latifrons är en tvåvingeart som först beskrevs av Ackland 1971.  Adia latifrons ingår i släktet Adia och familjen blomsterflugor. Inga underarter finns listade i Catalogue of Life.